# Ligamentul talocalcanean lateral

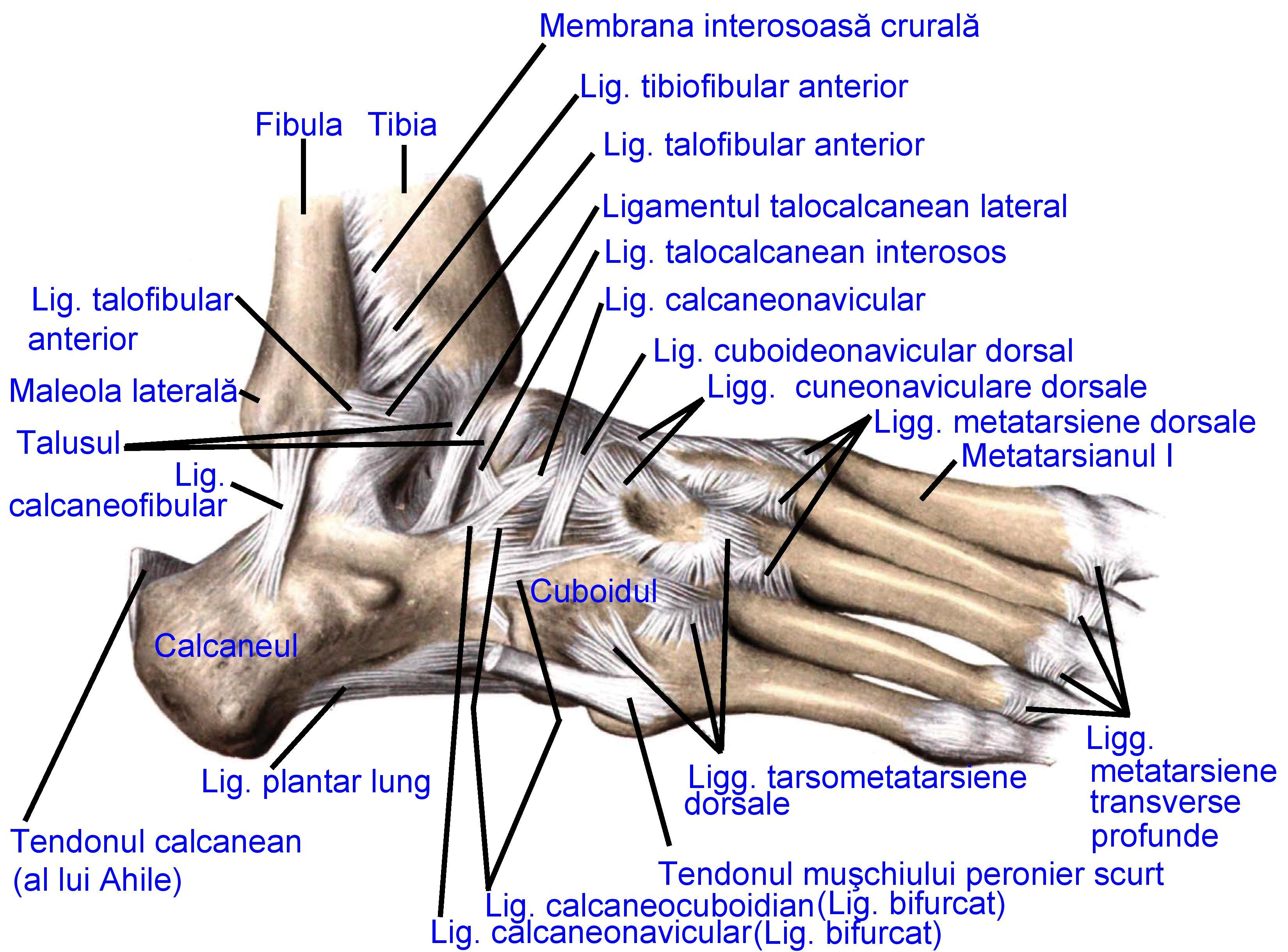
Ligamentele articulaţiilor piciorului drept, văzute lateral (după Sobotta's Atlas and Text-book of Human Anatomy 1909)

Ligamentul talocalcanean lateral (Ligamentum talocalcaneum laterale) este un ligament al articulației subtalare care are o formă de bandeletă turtită și subțire întinsă de la versantul anterior al procesului lateral al talusului (Processus lateralis tali) și porțiunea adiacentă anterioară a feței laterale a corpului talusului la fața laterală a calcaneului. Are o direcție paralelă cu aceea a ligamentului calcaneofibular (Ligamentum calcaneofibulare), sub care este situat. Sub ligamentul talocalcanean lateral se află tendonul mușchiului peronier scurt (Musculus peroneus brevis sau Musculus fibularis brevis).